# Бельведерский торс

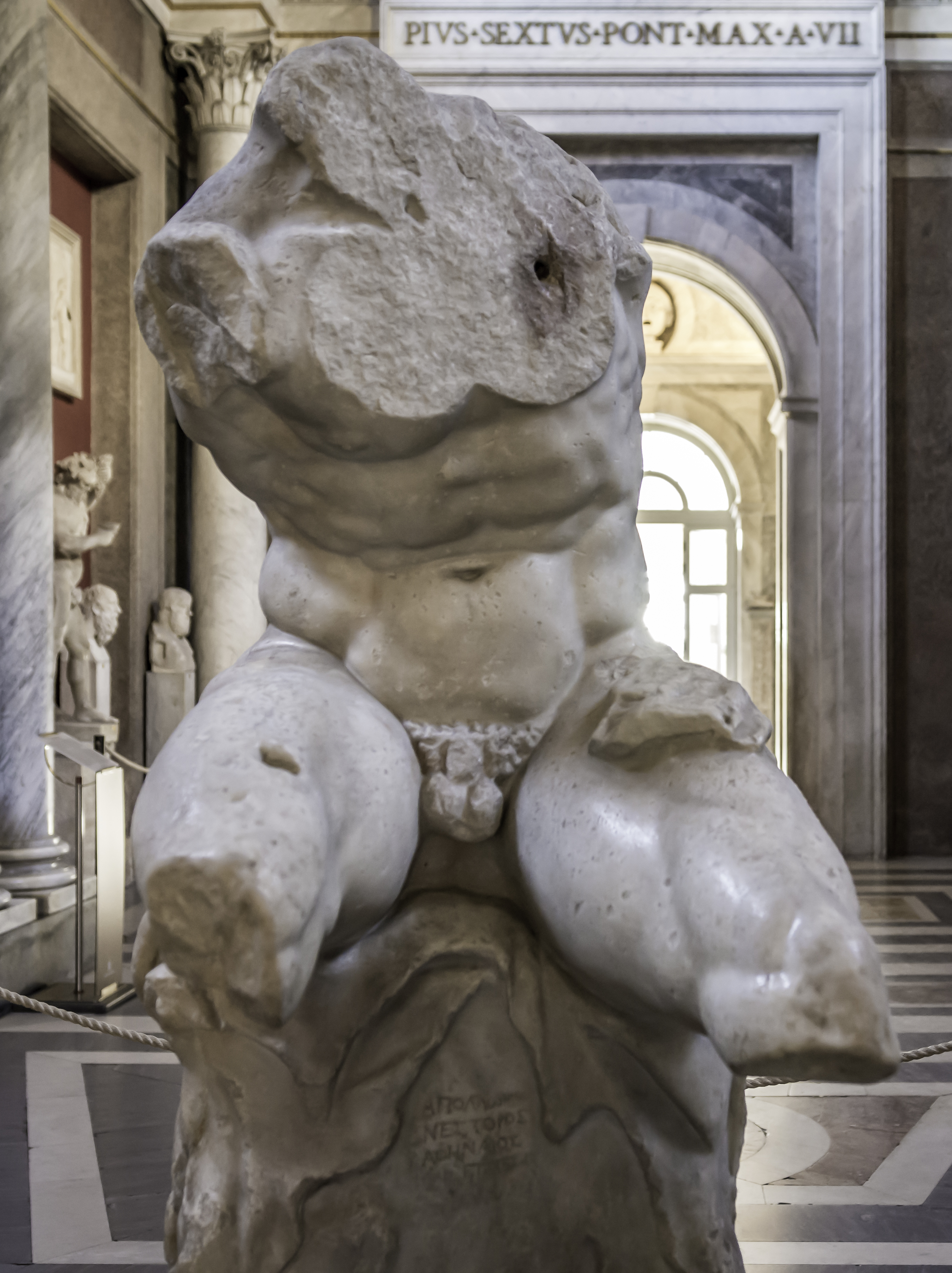
Бельведерский торс в Ватикане

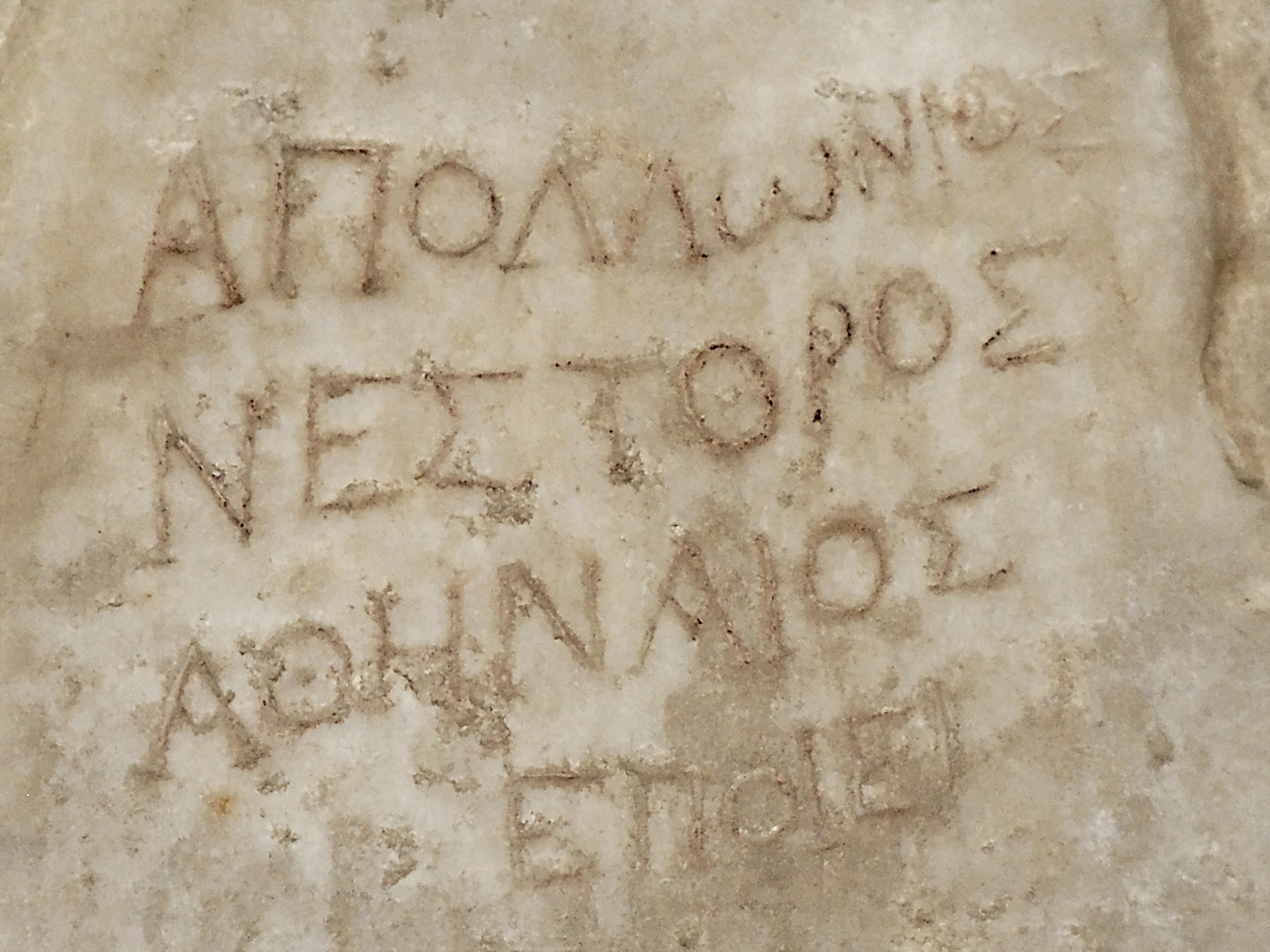
Сигнатура мастера Аполлония

Бельведе́рский торс (итал.  Il Torso del Belvedere ) — фрагмент античной  скульптуры, мужской торс: часть изображения фигуры с утраченными головой, руками и ногами ниже колен. Изготовлен из мрамора. Имеет высоту 1,59 м. Название дано по первому месту хранения — террасе дворца Бельведер в Ватикане. В настоящее время скульптура экспонируется в Музее Пио-Клементино (Pio-Clementino) в Ватикане, в «Зале Муз» 
Судя по сохранившейся сигнатуре (подписи: «работа Аполлония, сына Нестора из Афин») скульптура выполнена древнегреческим мастером Аполлонием, сыном Нестора, вероятно, работавшим в I веке до н. э. В истории древнегреческой скульптуры известно одиннадцать мастеров по имени Аполлоний, из них четверо работали в Афинах . Другая сохранившаяся работа, также имеющая сигнатуру Аполлония, — бронзовая сидящая фигура кулачного бойца, которая находится в Палаццо Массимо Национального музея Рима.
Происхождение Бельведерского торса, как и других прославленных ватиканских произведений  —  Аполлона Бельведерского,  Лаокоона с сыновьями,— вызывает споры. Некоторые исследователи относят мастера Аполлония к неоаттической школе. Другие полагают, что скульптура может быть поздней римской репликой, изготовленной на основе греческого оригинала IV—III в. до н. э. .
Принято считать, что скульптура изображает отдыхающего Геркулеса, согласно другим предположениям это Дионис, Марсий, Полифем, Прометей, Арес, силен или Филоктета. В 1998 году скульптуру атрибутировали в качестве изображения древнегреческого героя  Аякса перед самоубийством .

## История
Точное место обнаружения Бельведерского торса до настоящего времени неясно. Ранее считалось, что скульптура была найдена во времена понтификата Юлия II на Кампо деи Фиори или в  Термах Каракаллы в Риме. Ныне это не подтверждается. Гипотетическим является происхождение из Терм Константина. Самое раннее упоминание о  Бельведерском торсе относится к 1433 году: Сириако д'Анкона видел его во дворце  Просперо Колонна  в фамильном дворце рода Колонны: Палаццо Колонна аль Квиринале. Там Бельведерский торс находился до начала 1500-х годов . Некоторое время произведение хранилось в собрании  скульптора  Андреа Бреньо. При Папе  Клименте VII в 1520-х годах скульптура была перенесена в Ватикан, в Cortile del Belvedere. Там торс находился горизонтально, в «лежачем» положении, считалось, что именно так он составлял часть целой скульптуры (сохранился рисунок М. ван Хеемскерка, изображающий торс в подобном положении). В XVI веке было изготовлено несколько миниатюрных бронзовых копий скульптуры.
В 1798 году французы по условиям Толентинского мирного договора вывезли скульптуру в Париж вместе с другими шедеврами из собрания Ватикана. Торс был помещен на почётное место в Лувре. В Италию скульптура была возвращена после свержения Наполеона Бонапарта в 1815 году и после реставрации проведённой скульптором Антонио Кановой .

## Художественные оценки
Скульптурой как «очень необычной фигурой» восхищались художники и знатоки уже в XVI веке. С неё делали множество рисунков и гравюр, пытались реконструировать целое. О Бельведерском торсе восторженно отзывался Микеланджело. Он восхищался скрытой мощью и рельефом мускулатуры. Легенда гласит, что папа Юлий II приказал Микеланджело завершить это произведение, добавив голову, руки и ноги. Художник якобы отклонил такое предложение, посчитав торс художественно завершённым и таким совершенным творением, чтобы его можно было как-то дополнить или изменить. Однако, безусловно, многие фигуры в росписи Сикстинской капеллы в Ватикане, созданные гением Микеланджело, возникли под влиянием могучей пластики Бельведерского торса.
Гений римского барокко Дж. Л. Бернини считал торс Бельведера «более совершенным, чем сам Лаокоон». Бельведерский торс многократно рисовал Питер Пауль Рубенс. Бельведерский торс был источником вдохновения для художников в периоды неоклассицизма и романтизма. На картине Эжена Делакруа «Ладья Данте» (1822) как минимум в четырёх фигурах грешников мы видим влияние мощной пластики Бельведерского торса. Иного мнения о скульптуре был Стендаль, считая её памятником уродству, ставшим известным только благодаря имени Микеланджело.
Основоположник искусствознания И. И. Винкельман был убеждён, что торс изображает отдыхающего Геркулеса. Свою первую письменную работу в Италии Винкельман озаглавил «Описание Бельведерского торса в Риме» (1759). Это один из его самых восторженных текстов: «Я не могу созерцать то немногое, что ещё осталось от плечей, без того, чтобы не вспомнить, что на их простёртой мощи, как на двух горных вершинах, покоилась вся тяжесть небесной сферы. С каким величием вырастает грудь и как великолепна подымающаяся округлость её свода!.. Спросите тех, которым знакомо самое прекрасное в природе смертных, видели ли они бок, сравнимый с левым боком торса? Действие и противодействие его мускулов поразительно уравновешено мудрой мерой сменяющегося движения и быстрой силы… Подобно возникающему на море движению, когда неподвижная до того гладь в туманном непокое нарастает играющими волнами и одна поглощает другую и снова из неё выкатывается, — так же мягко вздымаясь и постепенно напрягаясь, вливается один мускул в другой, третий же, который поднимается между ними и как бы усиливает их движение, теряется в нём, а с ним вместе как бы поглощается и наш взор… Я вижу здесь благороднейшее строение костяка этого тела… и всё это развёртывается как видимый с высоты ландшафт, на котором природа раскинула многообразные богатства своих красот».
Однако «Бельведерский торс» постигла та же участь, что и ещё более знаменитого «Аполлона Бельведерского». Слава этих произведений заметно померкла после того, как была открыта и осознана ценность немногих сохранившихся оригиналов древнегреческой классики середины V в. до н. э., в частности «Мраморов Элгина» (скульптур и рельефов Парфенона Афинского акрополя). Ныне хорошо известно, что древнегреческие и неоаттические скульпторы работали с натурщиков, иногда даже используя гипсовые слепки с отдельных частей фигур. В наилучшие периоды классического искусства и этот метод давал прекрасные результаты, в поздние, кризисные эпохи — приводил к натурализму. Однако могучая пластика даже излишне натуралистически выполненной мускулатуры Бельведерского торса и сейчас производит сильное впечатление.
Мраморные копии и гипсовые слепки Бельведерского торса, представленные во многих музеях мира, по традиции используются в академической системе обучения рисунку, но не начальной стадии.

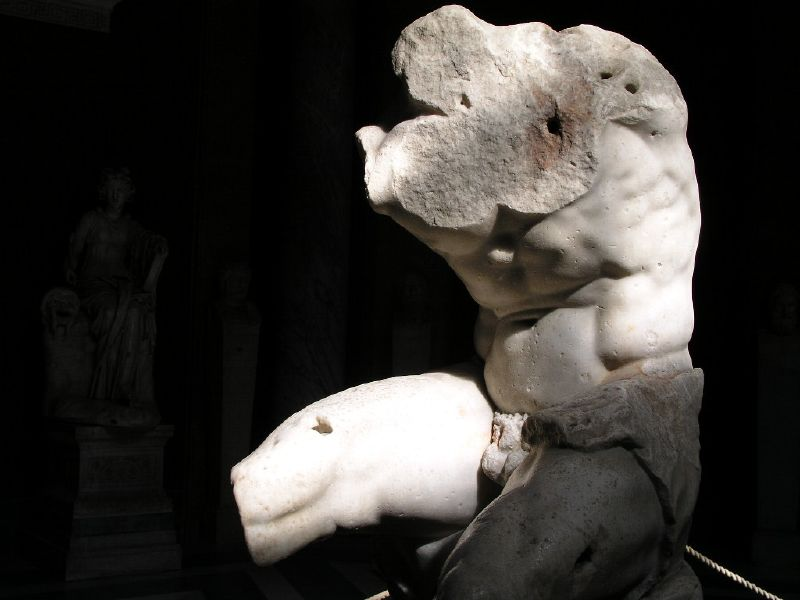
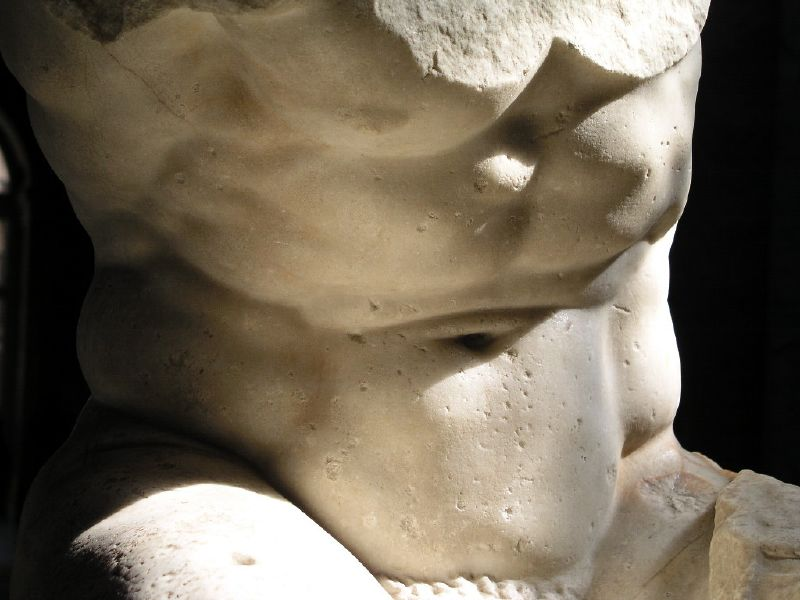
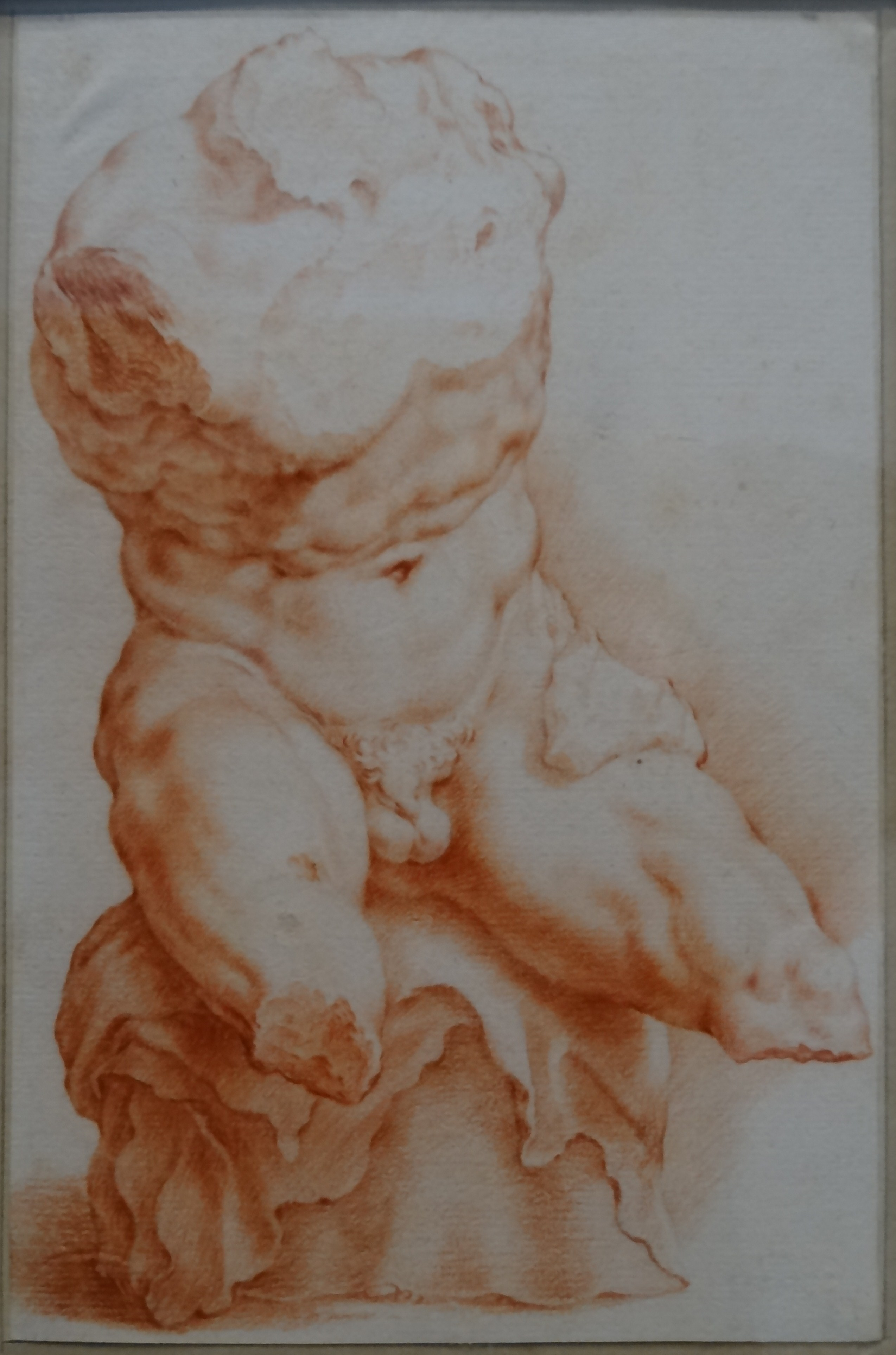
П. П. Рубенс. Бельведерский торс. Тонированная бумага, сангина. Лувр — Ланс
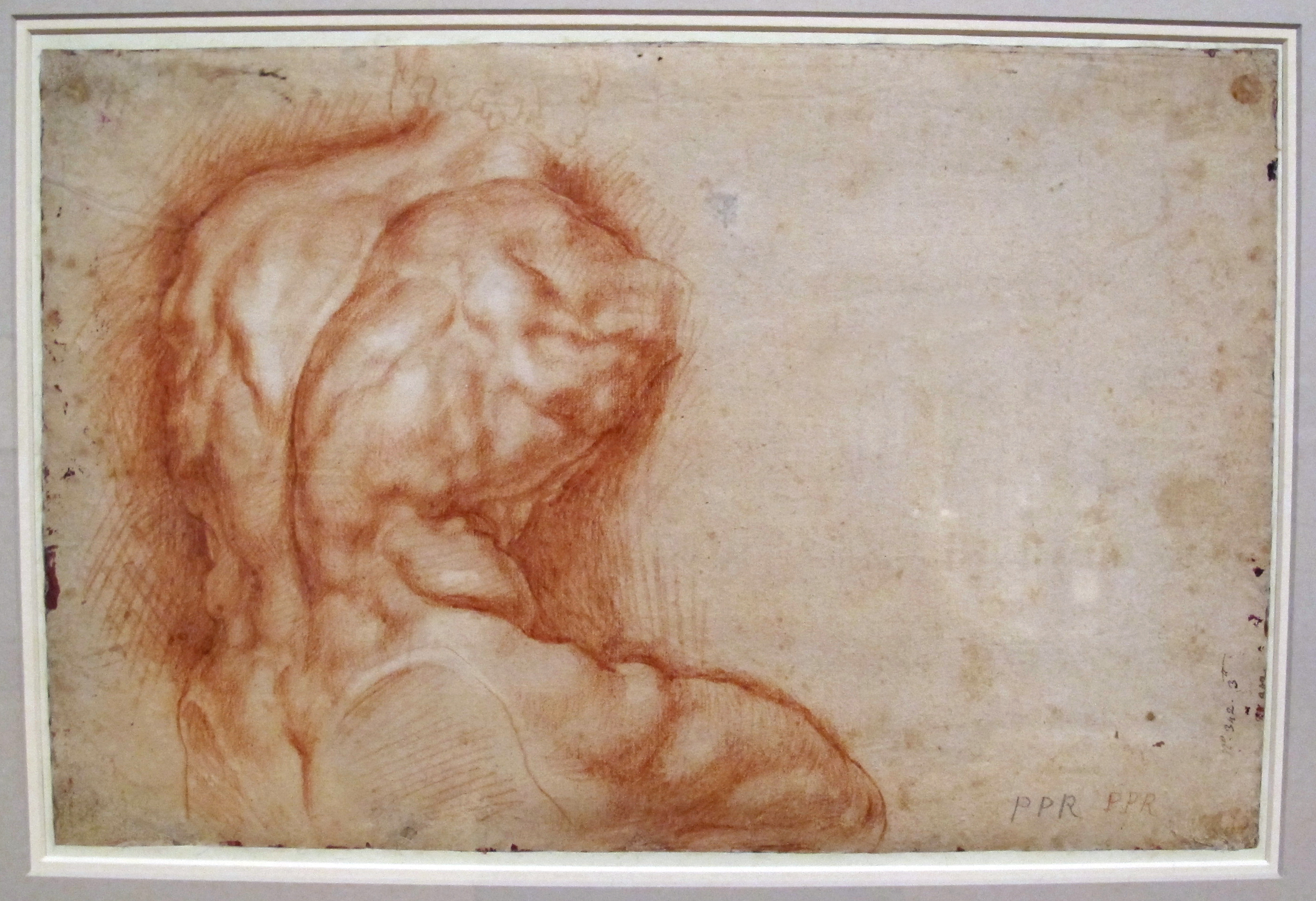
П. П. Рубенс. Торс со спины. 1601—1602. Бумага, сангина. Метрополитен-музей, Нью-Йорк
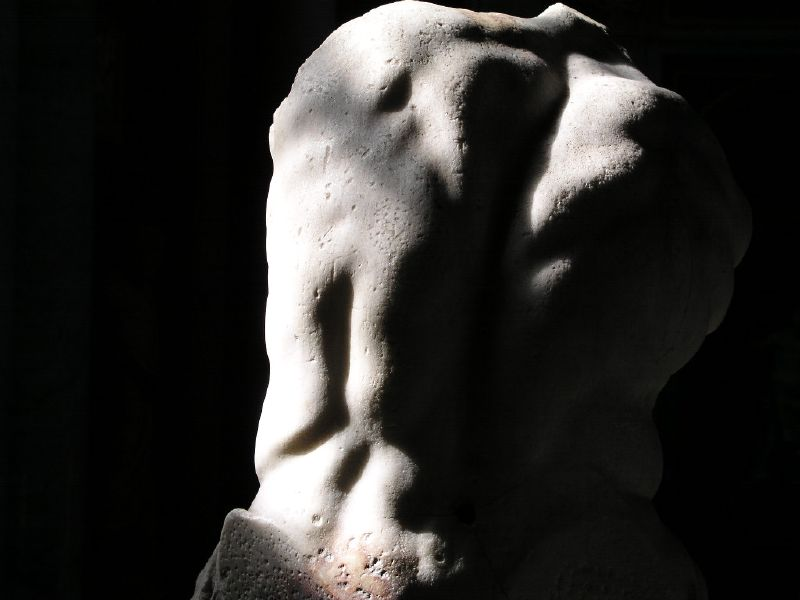
Бельведерский торс со спины